# Athous fueguensis
Athous fueguensis là một loài bọ cánh cứng trong họ Elateridae. Loài này được Golbach & Aranda miêu tả khoa học năm 1991.